# Jaap Zonneveld
Jacob Anton "Jaap" Zonneveld (Amsterdam, 2 juni 1924 – Knegsel, 22 december 2016) was een Nederlands programmeur en computerpionier.

## Opleiding
Zijn belangstelling voor praktische toepassing van de wiskunde is gegroeid in Tweede Wereldoorlog om de plaats te kunnen voorspellen waar een granaat zal neerkomen (ballistiek). In 1948 behaalt hij het kandidaats in wis- en natuurkunde; in 1954 doctoraal in numerieke wiskunde. In 1964 promotie met proefschrift Automatic Numerical Integration.

## Werkkring
Zonneveld werkte vanaf 1948 bij het Mathematisch Centrum (het latere Centrum voor Wiskunde en Informatica) in Amsterdam. Als wetenschappelijk assistent was hij verantwoordelijk voor het omzetten van rekenopdrachten naar formules die vervolgens door rekenaars in eerste instantie op een tafelrekenmachine werden uitgevoerd.
In 1965 gaf hij leiding aan een softwareresearchgroep bij NatLab van Philips.
Hij ging met pensioen in 1984.

### Algol
Begin 1960 begon hij samen met Edsger Dijkstra dag en nacht aan de ontwikkeling van een compiler voor de programmeertaal Algol-60. Hun aantekeningen hebben ze dubbel op gescheiden locaties bewaard om te voorkomen dat ze bij een calamiteit verloren zouden gaan. Gedurende de ontwikkeling van de compiler lieten beide ontwikkelaars hun baarden staan. Zij spraken af zich niet te scheren voordat de ontwikkeling van de compiler klaar zou zijn. Voor wat er na de voltooiing zou gebeuren werd niets afgesproken; Dijkstra hield de rest van zijn leven een baard en Zonneveld schoor de zijne na enige tijd af.
Op 24 augustus van dat jaar was deze gereed en was daarmee de eerste Algol-60 compiler ter wereld. De compiler werd ontwikkeld voor de X1 computer van Electrologica.

## Privé
Zonneveld ontmoette op het Mathematisch Centrum de rekenaarster Reina Mulder (1931-2009), met wie hij later in het huwelijk zou treden. Samen kregen ze 3 kinderen. Jacob Anton Zonneveld overleed in 2016.